# Sửa đổi có tính xung đột lợi ích ở Wikipedia
Việc sửa đổi có tính xung đột lợi ích (XĐLI) ở Wikipedia xảy ra khi các biên tập viên sử dụng Wikipedia để đẩy mạnh lợi ích cho vị thế hoặc mối quan hệ bên ngoài của họ. Hình thức chỉnh sửa XĐLI được quan tâm nhất trên Wikipedia là chỉnh sửa trả phí cho mục đích quan hệ công chúng (PR). Một số quy định và hướng dẫn của Wikipedia có mặt nhằm chống lại sửa đổi có tính xung đột lợi ích, bao gồm Wikipedia:Xung đột lợi ích và Wikipedia:Công bố thông tin đóng góp được trả thù lao.
Những tranh cãi được giới truyền thông đưa tin bao gồm việc nhân viên Quốc hội Hoa Kỳ sửa đổi bài viết về các thành viên Quốc hội năm 2006; Microsoft trả tiền cho một kỹ sư phần mềm để biên tập các bài viết về các tiêu chuẩn mã cạnh tranh vào năm 2007; công ty PR Bell Pottinger biên tập các bài viết về khách hàng của mình vào năm 2011; và một phát hiện vào năm 2012 cho thấy các nghị sĩ Anh hoặc nhân viên của họ đã loại bỏ những lời chỉ trích khỏi các bài viết về các nghị sĩ đó. Các phương tiện truyền thông cũng đã viết về việc chỉnh sửa XĐLI của BP, Cơ quan Tình báo Trung ương Hoa Kỳ, Diebold, Portland Communications, Sony, Vatican và một số tổ chức khác.
Vào năm 2012, Wikipedia đã tiến hành một trong những cuộc điều tra về rối lớn nhất của mình, khi các biên tập viên báo cáo hoạt động đáng nghi ngờ cho thấy 250 tài khoản đã được sử dụng để tham gia sửa đổi trả phí. Wikipedia đã truy tìm các sửa đổi của một công ty có tên là Wiki-PR và các tài khoản này đã bị cấm. Chiến dịch Orangemoody năm 2015 đã phát hiện ra một vụ sửa đổi trả phí khác, trong đó 381 tài khoản đã được sử dụng để moi tiền các doanh nghiệp nhằm tạo ra và có vẻ bề ngoài là bảo vệ các bài viết quảng bá về họ.